# Micradelus obscurus
Micradelus obscurus är en stekelart som beskrevs av Thomson 1878. Micradelus obscurus ingår i släktet Micradelus och familjen puppglanssteklar.
Artens utbredningsområde är Sverige. Arten är reproducerande i Sverige. Inga underarter finns listade i Catalogue of Life.